# Невська битва

руський воїн часів Орди перемагає воїна німецького Ордену, зображення XX ст.

Невська битва — бій біля р. Неви між ополченням Новгородської республіки під керівництвом новгородського князя Олександра Ярославовича та шведським військом 15 липня 1240 року. За однією з версій, саме за перемогу і особисту хоробрість у цій битві князь Олександр нібито отримав прізвисько Невський. Про битву відомо з Новгородського першого літопису та Повісті про житіє Олександра Невського (у шведських джерелах битва не згадується). Деякі неофіційні джерела зауважують що Олександр не міг брати участі у Невській битві та Битві на Чудському озері, оскільки йому на той момент було всього 11 років.

## Битва
У першій половині XIII сторіччя Новгород та Швеція ходили у походи проти фінських племен сумь та ямь, яких шведи хотіли навернути до католицької церкви. Обидві сторони прагнули домінувати в Інгермандандії та на Карельському перешийку. 1240 року був розпочатий «хрестовий» похід для захоплення новгородських та фінських земель, здебільшого берегів Неви, що дало б змогу контролювати торгівлю на Балтійському морі.
Влітку 1240 року біля гирла річки Іжори (лівий берег Неви) висадився шведський десант, у складі якого також були фіни та норвежці, під керівництвом зятя шведського короля Еріка XI ярла Біргера Магнуссона (за іншими даними, ярлом в той час був його двоюрідний брат Ульф Фасе). Серед військ також були католицькі єпископи. Планувалось продовжити похід до Старої Ладоги.
Шведський флот був помічений старійшиною-християнином Іжорської землі Пелгу (Пелгусієм), що перебував серед «морської варти». Він відіслав повідомити князя Олександра. У «Житії Олександра Невського» також згадується його видіння: корабель зі святими мучениками Борисом і Глібом, що пливли на допомогу Олександру; Борис сказав: «Брат Гліб, накажи грести, і допоможемо родичу своєму князю Олександру». При цьому він сподівався з допомогою князя приборкати своїх суперників з кола іжорських старійшин-поган.
Князь Олександр вирішив завдати несподіваного удару, щоб запобігти просуванню ворожих військ углиб руських земель. Він вирішив не чекати доки збереться усе новгородське ополчення та підкріплення і вирушив з невеликим загоном своїх дружинників та ополченців у 1500 воїнів, отримавши благословення від архієпископа Спіридона у Софійському соборі. Дружина просувалась вздовж Волхова до Ладоги. Дорогою до загону приєднувались місцеві жителі. Військо складалось з кінноти та піхоти, яка також рухалась на конях для пришвидшення досягнення цілі.
Пелгусій повідомив князя про розташування шведів і 15 липня, скориставшись туманом, Олександр атакував табір загарбників. Шведи не чекали нападу, а тому не встигли прийти до бойової готовності. Кінні воїни зі списами атакували центр, а піхоти вдарила з флангу вздовж берега. Були захоплені три кораблі. Олександр поранив Біргера списом у обличчя.
У вставці «О шесті муж храбрих» в «Житіє Олександра Невського» за Лаврентіївським літописом згадуються подвиги шести воїнів. Гаврило Олексич на коні переслідував Біргера, дошками потрапив на корабель, звідки був скинутий у воду, але продовжував битись уже на березі. Сбислав Якунович, озброєний лише сокирою, атакував центр війська шведів. Так само вчинив ловчий князя Яков Полочанин з мечем. Отрок Савва підрубав стовп, що тримав шатро Біргера. Меша зі своєю дружиною знищив три кораблі. Слуга князя Ратмир бився з кількома шведами, був поранений та загинув.
Бій продовжувався до вечора. Вранці шведи завантажили тіла «вятших людей» на три кораблі, що лишились, та переправились на інший берег. Русичі їх не переслідували. Інші загиблі були залишені. Наступного дня тіла вбитих були знайдені на правому березі Неви. Були затоплені також два кораблі з тілами. Залишки ворожого війська повернулись до Швеції.
Перемога у битві не допустила втрати русичами Фінської затоки. Проте бояри Новгорода були занепокоєні зростанням авторитета князя, через що він був змушений поїхати до батька. Після захоплення Пскова Лівонським орденом, він був запрошений назад для боротьби з загарбниками.